# 金鳳池
金鳳池（？—？），大兴人，清朝政治人物。
道光十一年署，擔任廣東廣州府永安縣知縣（現紫金縣知縣）。后由胡有基接任。